# Maia
|  | Aquest article tracta sobre sobre el poble maia actual. Vegeu-ne altres significats a «Maia (desambiguació)». |

Bandera del poble maia

Els maies són un grup de pobles indígenes mesoamericans que viuen al sud-est de Mèxic (als estats de Yucatán, Quintana Roo, Campeche, Chiapas i Tabasco), Guatemala, Belize i Hondures; i que tenen una arrel comuna amb la cultura maia antiga. Cadascun d'aquests pobles es coneix amb un nom diferent que correspon amb la llengua que parlen (i.e. els chols, els tzeltals i els tzotzils) o a la regió que habiten actualment (i.e. els aguacatecos o els quitxés). Tanmateix, el nom «maia» es fa servir actualment per referir-se exclusivament al poble maia de la península de Yucatán, que abasta els estats de Yucatán, Quintana Roo i Campeche, els quals, a diferència de la resta, s'identifiquen simplement com a «maies» i a la seva llengua com a «yukatek».

## Etimologia
La paraula «maia» probablement es deriva de les paraules maya'o mayab. El terme maya'se es refereix al territori, el terme maya'wiinik significa «hom de Yucatán» (o home maia), i el terme maya't'aan significa «llengua de Yucatán» o llengua maia. L'arrel «maya», al seu torn, provindria probablement de ma'ya'ab, que significa «poc» o «territori amb poques persones o amb persones escollides».

## Demografia
Hi ha un nombre considerable de maies a la península de Yucatán, i de fet, són majoria poblacional a l'estat de Yucatán. Yucatán es distingeix de la resta del país per la seva clara identificació com a poble maia fins i tot a la desenvolupada capital, la ciutat de Mérida. Avui dia un gran percentatge de la població de la península encara parla la llengua maia, i els ciutadans intenten traçar el seu llinatge a l'antiga noblesa maia prehispànica. No obstant això, encara hi ha una greu desigualtat econòmica entre les zones més desenvolupades dels «blancs» (ts'oulo'ob) i les zones menys desenvolupades dels mestissos i indígenes.
Segons dades de l'INEGI el 2003 hi havia un total d'1.475.575 maies yukateks als estats de Yucatán, Quintana Rooo i Campeche, així com 2.141 a Belize (cens de 2010). D'aquests, uns 800.000 parlen encara el maia yukatek.

## Idioma
La seva llengua prové de la branca maia-totonaca, i ha gaudit d'un gran desenvolupament literari, especialment durant la segona meitat del segle xix, durant la «Guerra de Castes» atès que els documents oficials eren escrits en aquesta llengua. El maia no només és parlat pels indígenes maies, sinó també per la població mestissa; el maia es fa servir com a mitjà d'interacció en llurs relacions socials, i com a símbol d'estatus social. A les zones agrícoles de la península, la major part de la població és monolingüe de maia.